# Koripan (Matesih)
Koripan is een bestuurslaag in het regentschap Karanganyar van de provincie Midden-Java, Indonesië. Koripan telt 3730 inwoners (volkstelling 2010).